# Fitzwilliam (New Hampshire)
Fitzwilliam – miasto w Stanach Zjednoczonych, w stanie New Hampshire, w hrabstwie Cheshire.